# Dharmasraya
Dharmasraya is een regentschap in de provincie West-Sumatra op Sumatra, Indonesië. Het regentschap heeft 141.288 inwoners (2000) en heeft een oppervlakte van 2961 km². De hoofdstad van Dharmasraya is Pulau Punjung. Dharmasraya maakte tot eind 2003 deel uit van het regentschap Sawahlunto Sijunjung (dat sinds maart 2008 Sijunjung heet).
Het regentschap grenst in het noorden aan de regentschappen Sijunjung en Kuantan Singingi (laatstgenoemde in de provincie Riau), in het oosten aan de regentschappen Tebo en Bungo (beide in de provincie Jambi), in het zuiden aan het regentschap Kerinci (provincie Jambi) en in het westen aan het regentschap Solok Selatan.
Het regentschap is onderverdeeld in 4 onderdistricten (kecamatan):
- Koto Baru
- Pulau Punjung
- Sitiung
- Sungai Rumbai

Dharmasraya was ook de naam van een koninkrijk (Kerajaan Dharmasraya) in dit gebied in de 13e en 14e eeuw.